# ファビアン・スポルクスレデ
ファビアン・スポルクスレデ（Fabian Sporkslede、1993年8月3日 - ）は、オランダ・アムステルフェーン出身のサッカー選手。FCディナモ・トビリシ所属。ポジションはディフェンダー。

## 経歴

### クラブ
2007年にアヤックスのユースチームに加入した。
2014年7月10日、ヴィレムIIへレンタルされた。
2016年7月23日、当時2部に所属していたNACブレダへと移籍した。
2019年9月27日、RKCヴァールヴァイクに移籍した。
2021年1月5日、ジョージアのFCディナモ・トビリシに2年契約で加入した。
2022年1月29日、ブネイ・サフニンFCに移籍した。

### 代表
各ユース年代での代表歴がある。